# 1000米跑
1000米跑是田径比赛中比較少见的中长跑项目。不過在中华人民共和国是初中以上男生耐力素質的指標之一。1000米跑也是中华人民共和国多地初级中等教育毕业考试的項目以及公安机关录用中华人民共和国人民警察体能测评（男子組）项目。